# Simca 8
 (avril 2023).
Si vous disposez d'ouvrages ou d'articles de référence ou si vous connaissez des sites web de qualité traitant du thème abordé ici, merci de compléter l'article en donnant les références utiles à sa vérifiabilité et en les liant à la section « Notes et références ».
La Simca 8 est une automobile produite entre 1938 et 1951 sous licence, par le constructeur français Simca, filiale de l'italien Fiat.

## Histoire

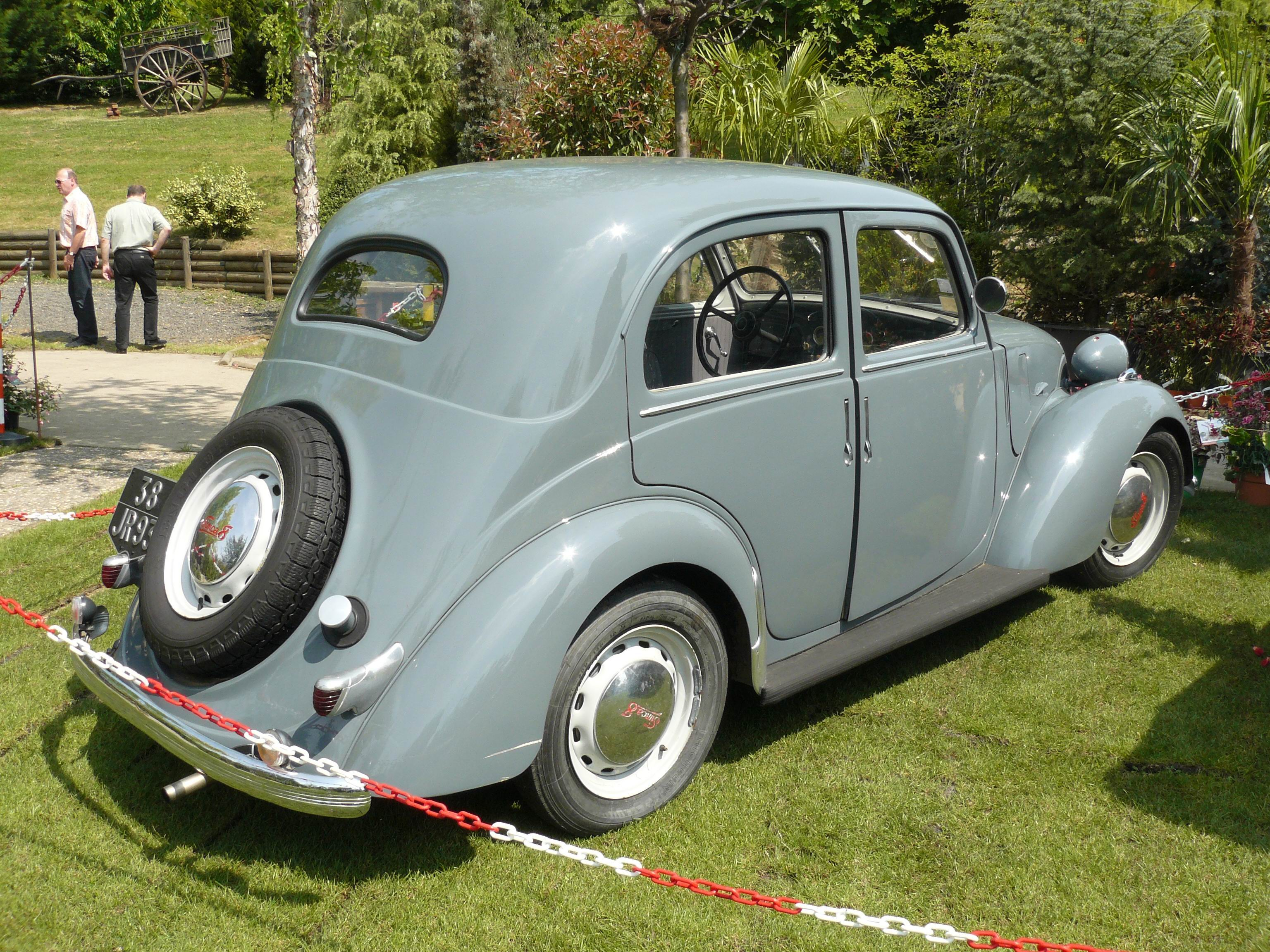
Vue arrière d'une Simca 8 1100 Berline.

Comme tous les modèles qui l'ont précédée, la Simca 8 n'a pas été conçue en France mais chez le géant Fiat à Turin. Il s’agit d’une Fiat 1100 508C légèrement adaptée pour le marché français. En cette fin des années 1930, de nouvelles couches sociales françaises accèdent au monde des quatre roues, alors que les congés payés sont devenus une réalité.
Présentée lors du Salon de l'automobile de Paris en octobre 1937, la Simca 8 est directement dérivée de la Fiat 1100 « 508C Nuova Balilla » fabriquée dans les usines Simca-Fiat de Nanterre sous licence Fiat, afin d’éviter les droits de douane à la frontière franco-italienne. La production n'a réellement débuté qu'en avril 1938.

## Modèles

### Simca 8 1100 Berline
Voiture de catégorie moyenne, elle fait une brillante carrière au regard de la concurrence des Peugeot 202 et Renault Juvaquatre. Ressemblant trait pour trait à la Fiat 1100 508C, elle dispose d'une face avant avec une calandre ovoïde et des phares ronds saillants bien en évidence. La carrosserie est nettement plus aérodynamique que l'ancienne Simca-Fiat/SAFAF 6 CV qu'elle remplace.
Les portières de la berline s'ouvrent en opposition, disposition appelée « portes antagonistes ». Grâce à ce modèle, la marque Simca renaît, acquiert un début d'indépendance et inaugure son nouveau logo à l'hirondelle.
Le moteur est toujours le 4-cylindres Fiat 108C de 1 089 cm3 développant 32 ch à 4 200 tr/min. La distribution, comme sur beaucoup de moteurs Fiat, est à soupapes en tête. Les suspensions sont à roues indépendantes à l'avant et essieu rigide à l'arrière et les freins à tambours sur les quatre roues avec circuit hydraulique. Dotée d'une boîte à 4 rapports, elle atteint 110 km/h.

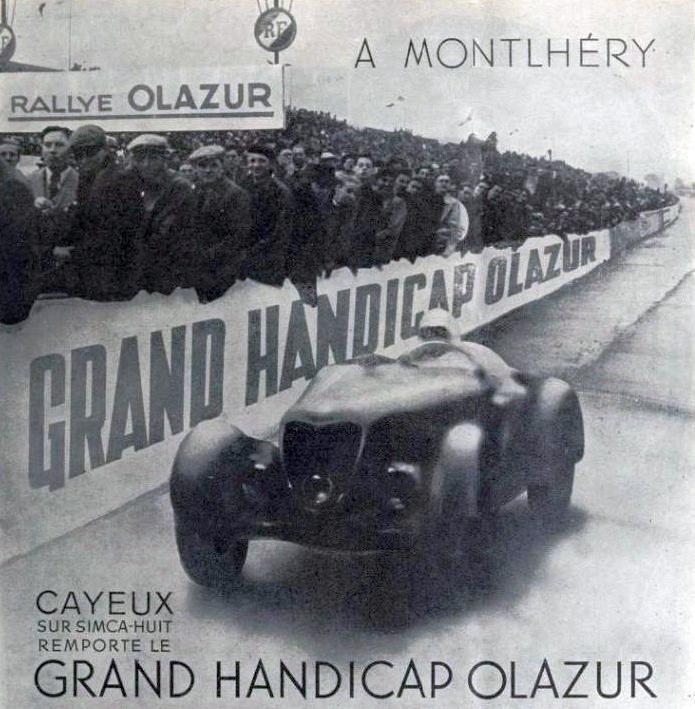
Grand Prix Handicap Olazur en mai 1939, victoire de Robert Cayeux.

Dans un contexte de mutation du secteur automobile, la catégorie des 6/7 CV (fiscaux en France) bénéficie d'une forte croissance. Chaque constructeur profite de l’occasion pour proposer de nouveaux modèles, d’allure moderne, mais généralement peu sophistiqués. Alors que Renault persiste à utiliser le moteur latéral sur la Juvaquatre et que la 202 de Peugeot conserve ses obsolètes freins à tringles, la plus italienne des françaises, dénommée « Simca-Fiat » (avant de devenir « Simca » tout court) démontre une bonne avance technologique. Elle offre à ses clients un moteur moderne culbuté à culasse en alliage avec des doubles ressorts de soupapes, une boîte quatre rapports dont les deux rapports supérieurs sont synchronisés, un freinage hydraulique, une batterie 12 V et surtout une caisse monobloc en acier haute résistance sans montants latéraux. À ce niveau de gamme, c’est une nouveauté. Proposée en versions berline et cabriolet quatre places, la Huit se forge l’image méritée d’une voiture rapide, nerveuse et fiable, mais économique. Revers d’une mécanique pointue, une partie du la clientèle, trop perméable à l’argumentaire commercial négatif des concurrents nationalistes français, arrive à douter de la tenue dans le temps d’un moteur aussi enjoué. La réponse de Henri Théodore Pigozzi, patron de Simca, ne se fait pas attendre ; il lance une communication choc : des tests grandeur nature validés sous constat d’huissier, puis habilement exploités par la publicité, encore appelée « réclame » à cette époque.
En mai 1938, une Simca 8 de série fut prélevée par un huissier sur le parc automobile des voitures en attente de livraison pour effectuer un test d'endurance de 50 000 km sans interruption. Le test comprenait un parcours de 10 000 km sur le circuit de Montlhéry à plus de 115 km/h de moyenne, 20 000 km sur route à 65 km/h de moyenne et une consommation certifiée de 6,0 l aux 100 km, et 20 000 km dans Paris à 54 km/h de moyenne et une consommation de 6,5 l/100 km. Aucun concurrent n'osa et ne put soutenir la comparaison.

### Simca 8 1100 Cabriolet Grand Luxe

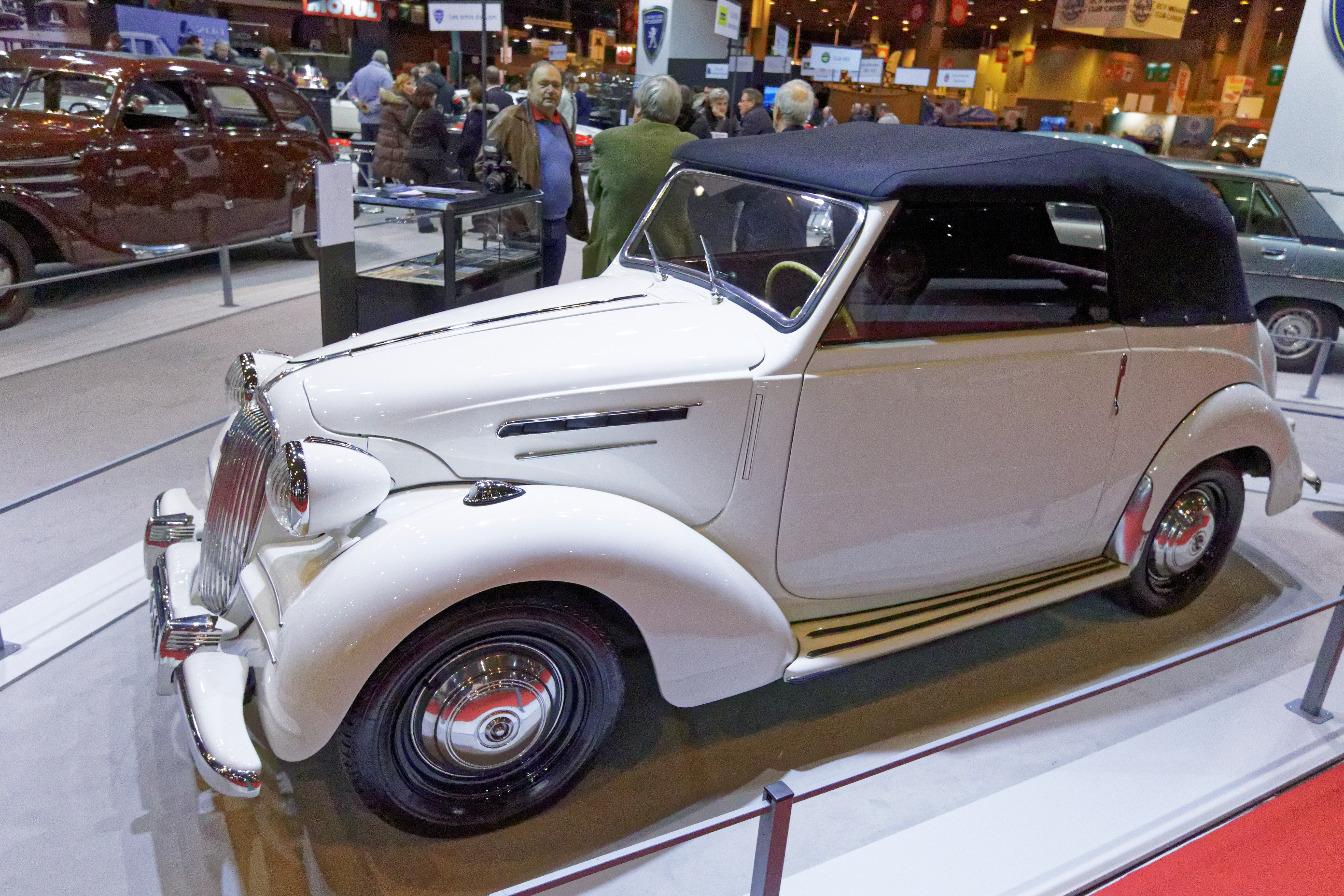
Simca 8 1100 Cabriolet (1950).

Pour répondre à l'attente d'une clientèle plus aisée et désireuse de grand air, Simca propose, très peu de temps après la berline, la version cabriolet, une copie conforme de sa cousine italienne.

### Simca 8 1200 Berline

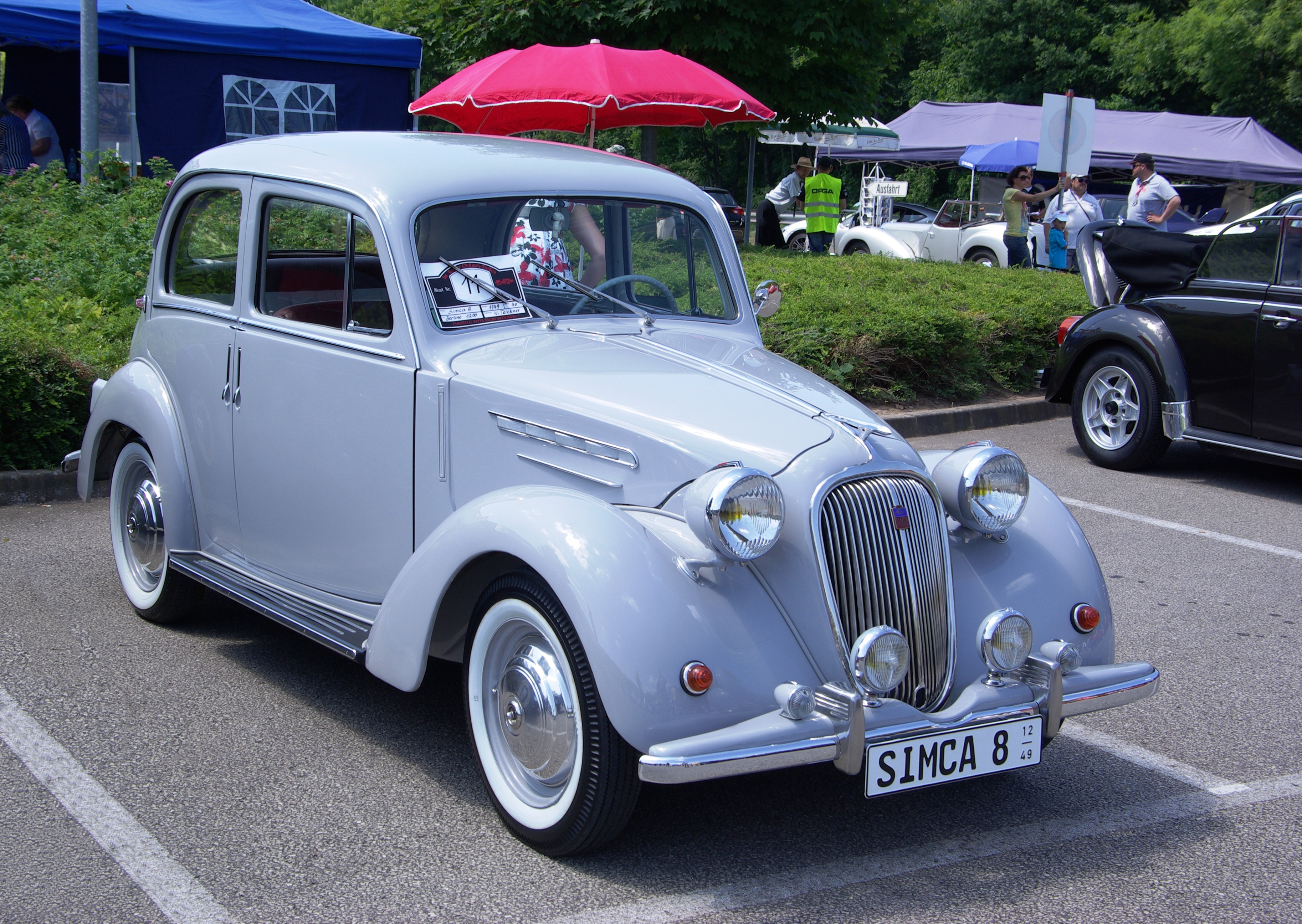
Simca 8 1200 Berline.

La Simca 8 restera au catalogue plusieurs années après la reprise de l'activité économique au lendemain de la Seconde Guerre mondiale. Alors qu'en Italie, Fiat avait déjà remplacé ce modèle par la Fiat 1100 B en septembre 1948, il faudra attendre octobre 1949 pour que la Simca 8 bénéficie d'un léger restylage qui modifie le pare-chocs avant, avec l'ajout de bananes chromées, la calandre, le capot et la forme de la malle arrière. Elle reçoit à cette occasion le moteur Fiat de 1 221 cm3 développant 41 ch qui était celui prévu pour la future Simca 9.

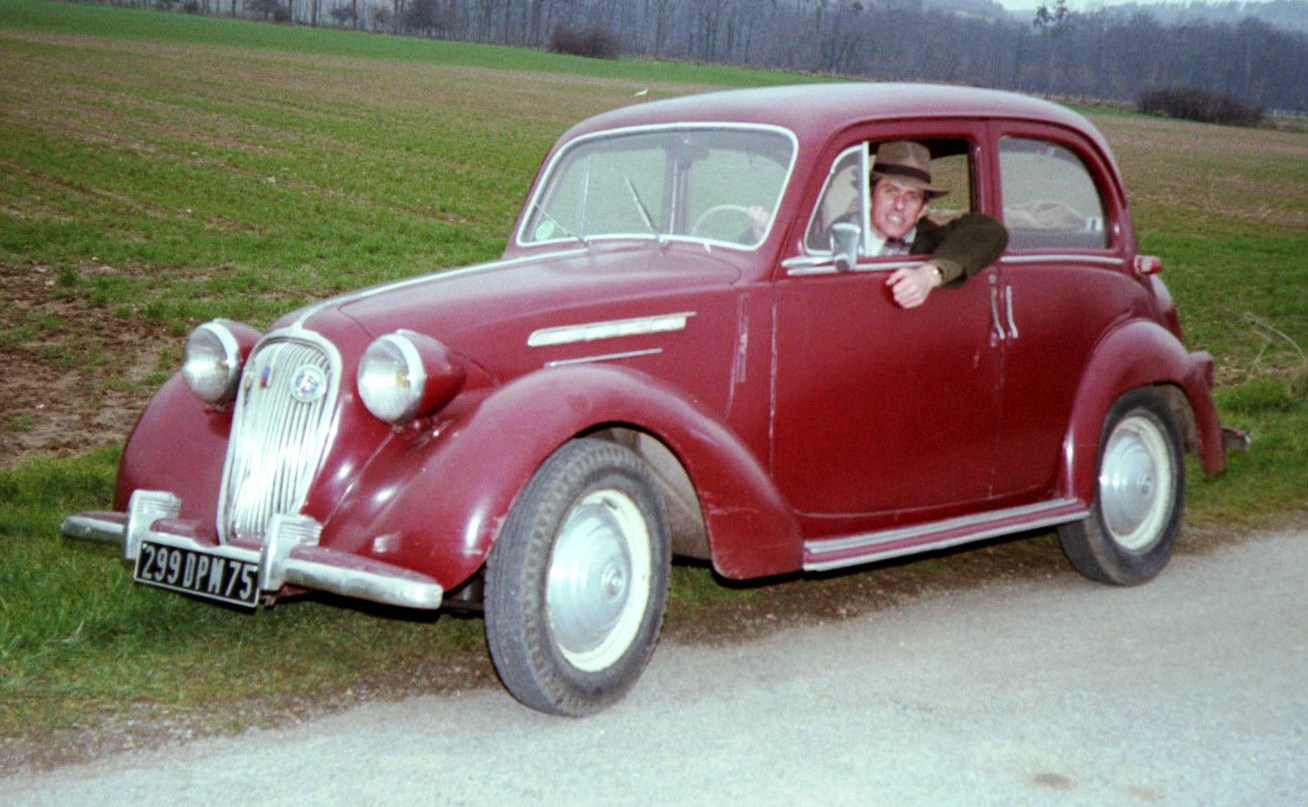
La partie avant (capot, calandre, pare-choc) a été revue.
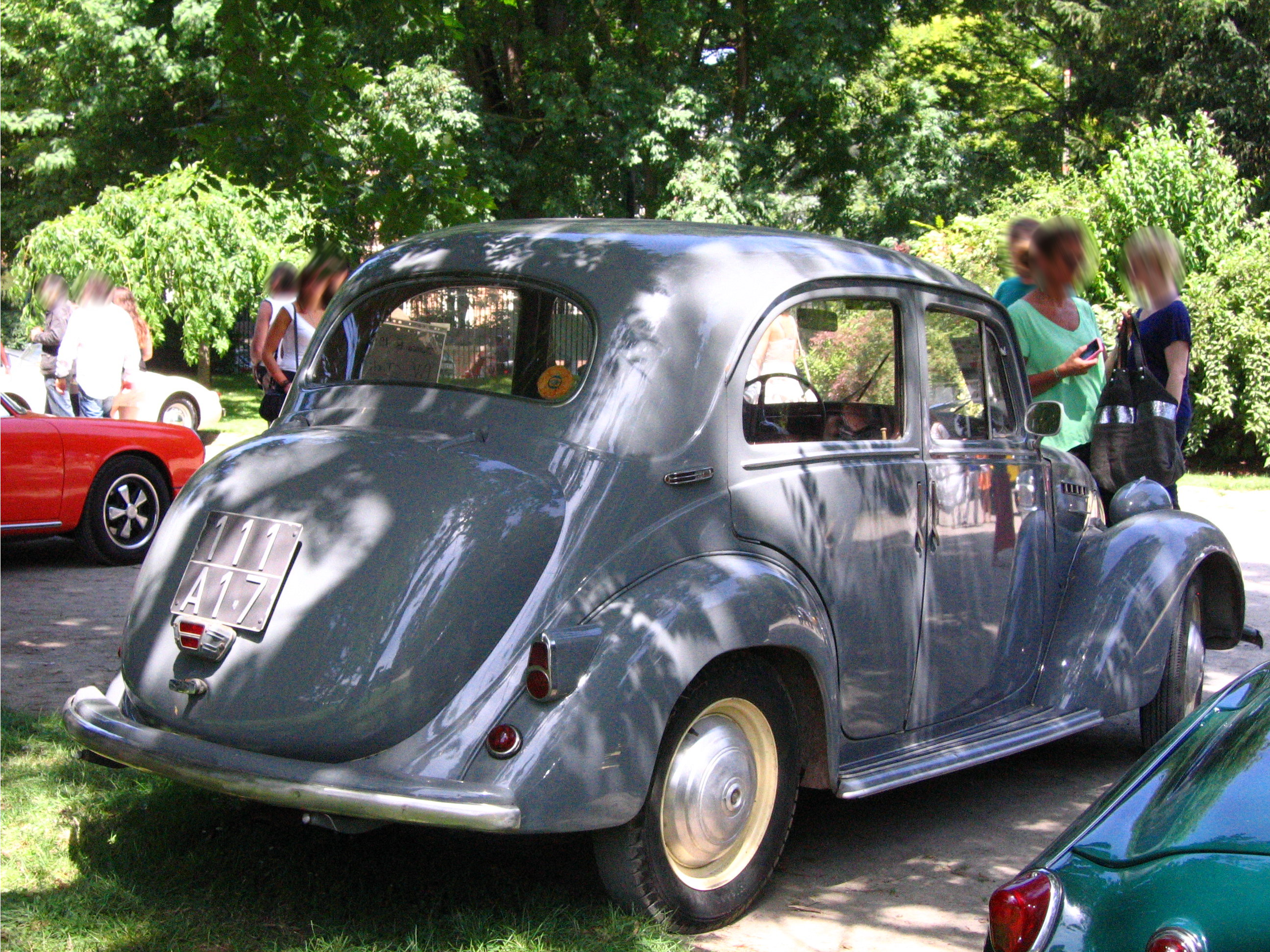
Nouvelle malle arrière saillante et lunette agrandie.

### Simca 8 Sport Stabilimenti Farina
En 1948, Simca présente la Simca 8 Sport créée par Stabilimenti Farina et produite pour Simca chez Facel Métallon. Plus puissante, avec ses 50 ch elle autorise une vitesse de 135 km/h. Sa fabrication est arrêtée en 1952, elle était à cette époque considérée comme la plus jolie voiture française !

Simca 8 Sport Cabriolet.
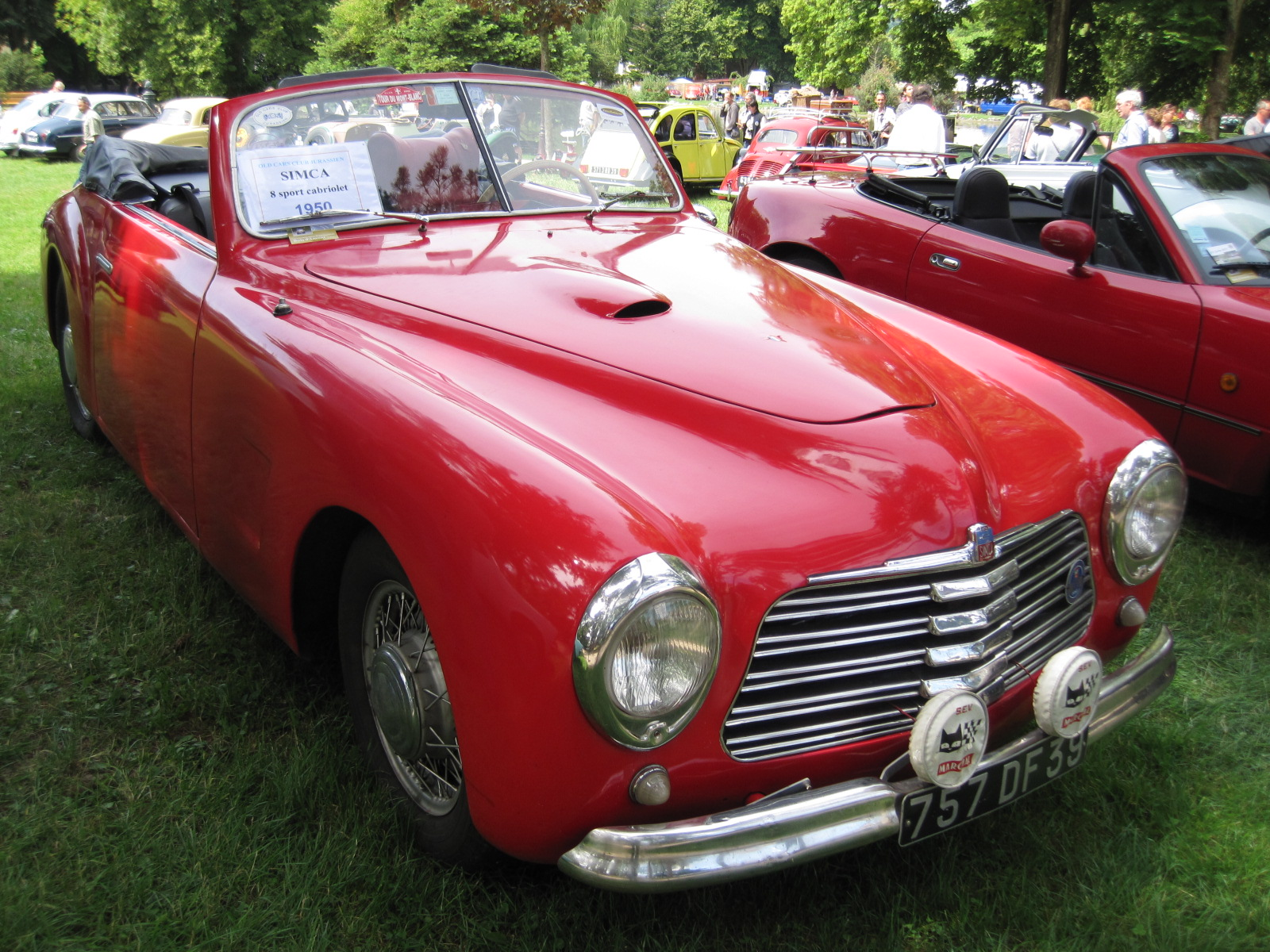
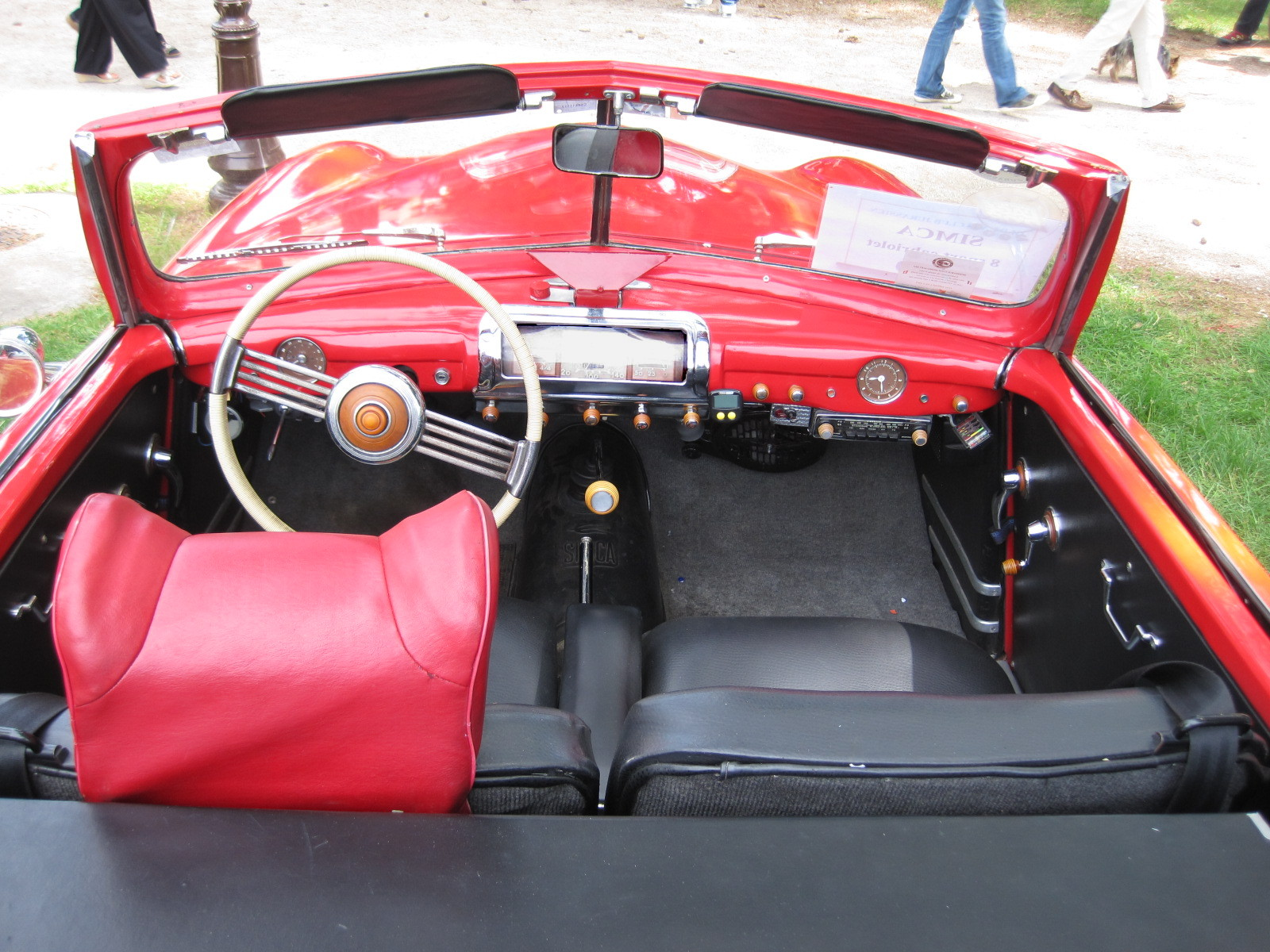
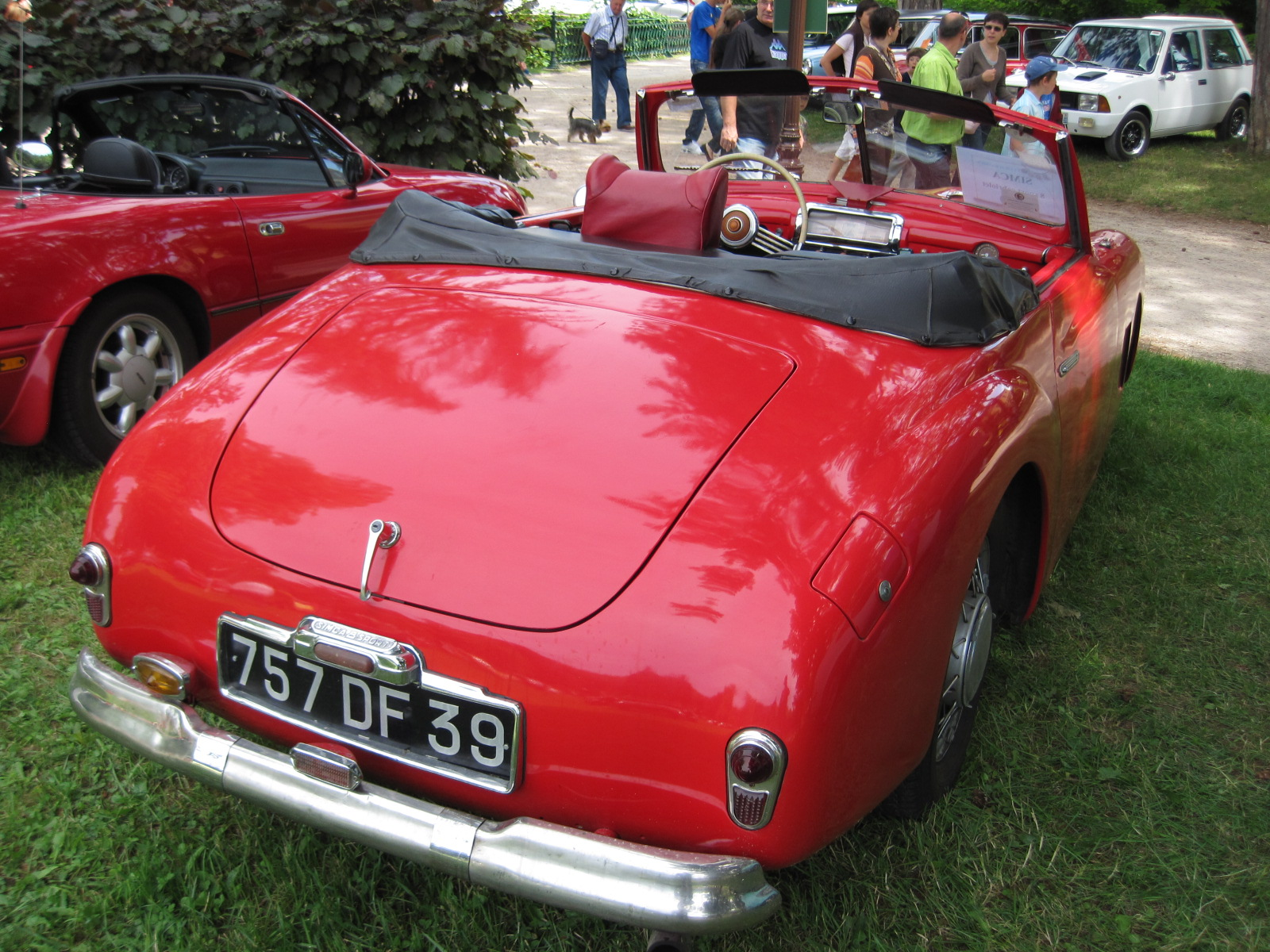

### Simca 8 Fourgonnette

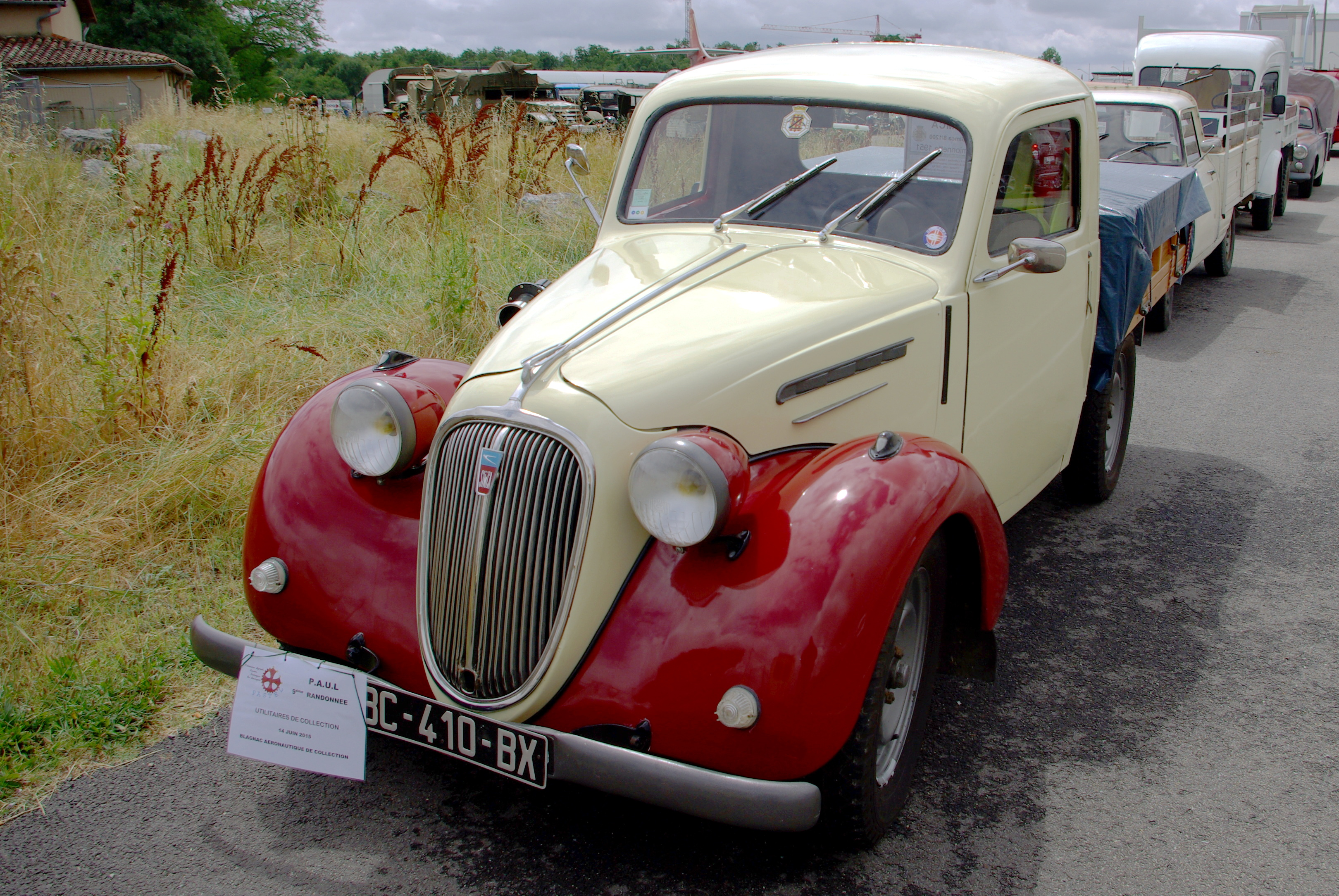
Simca 8 camionnette.

Avec la reprise de l'activité économique au lendemain de la Seconde Guerre mondiale, la direction générale de Simca se décide à lancer la version utilitaire de la Simca 8. Alors qu'en Italie, Fiat avait déjà remplacé ce modèle par la Fiat 1100 B en septembre 1948, il faudra attendre le Salon de l'automobile de Paris en octobre 1948 pour que Simca présente la 8 avec un très léger restyling et la 8 Fourgonnette qui bénéficie aussi du moteur Fiat de 1 221 cm3 développant 41 ch. Deux versions sont proposées : fourgonnette tôlée et camionnette bâchée, offrant toutes deux une charge utile de 500 kg.
En 1948, Simca arrête la production de la Cinq fourgonnette, démarre celle de la Six et présente un break de chasse à structure en bois, appelé « Canadienne », sur la base de la version fourgonnette.
Au Salon de l'automobile de Paris en octobre 1949, Simca présente la nouvelle « 8 » qui bénéficie du moteur Fiat de 1 221 cm3 développant 41 ch. La break de chasse Canadienne disparaît du catalogue, faute de commandes.
La gamme utilitaire Simca 8 sera remplacée en 1954 par les versions dérivées de l'Aronde.

## Production
La berline reste en fabrication jusqu'à la fin de l'année 1951 et sera remplacée par la Simca 9 : la célèbre Simca Aronde.
Au total, 113 165 exemplaires de cette voiture sortiront des chaînes d'assemblage Simca de Nanterre.

## Compétitions

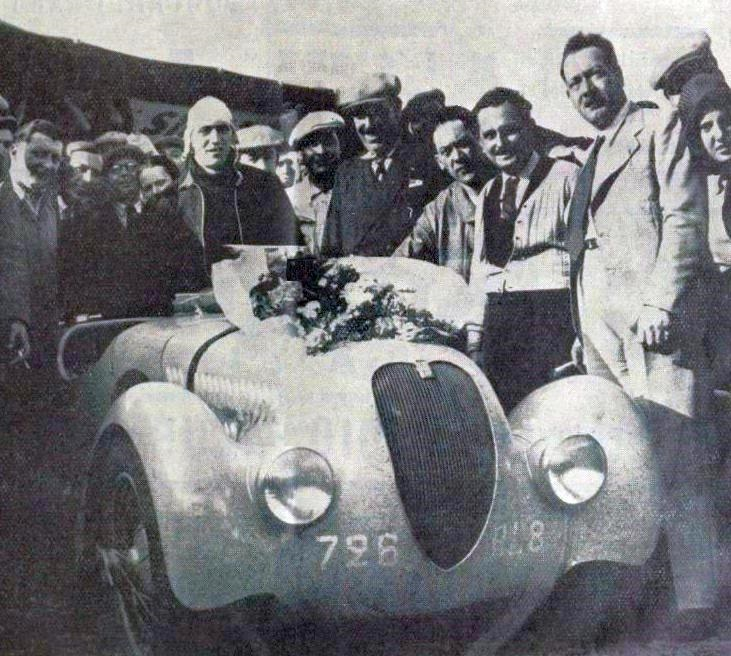
Amédée Gordini vainqueur du Bol d'or automobile 1938, sur Simca T8.

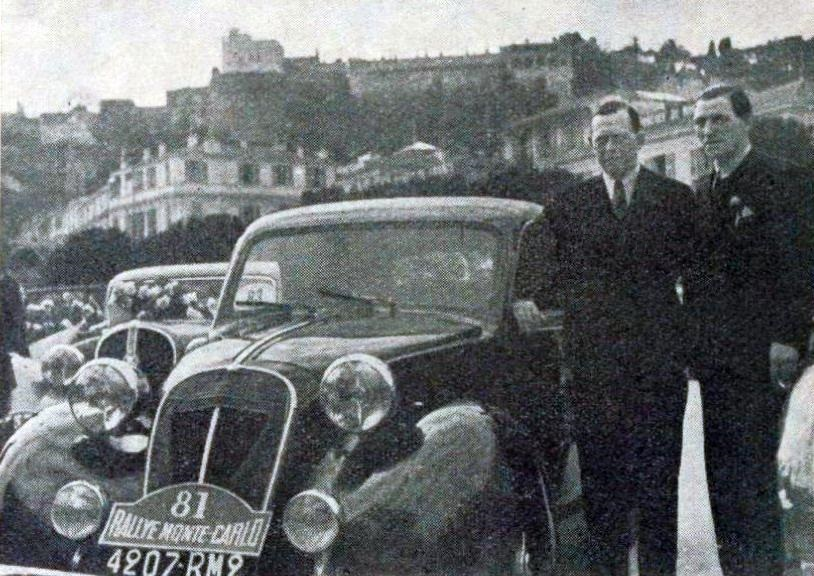
Scaron (G.) et Gordini (D.) vainqueurs de catégorie 1.5L au rallye Monte-Carlo 1939, sur Simca 8.

### Préparations
Les résultats obtenus en course par des Simca 8 l'ont été avec des moteurs « gonflés » et affûtés par des préparateurs spécialisés, ce que le brillant moteur Simca, de conception moderne, supportait relativement bien (certains montages faisaient plus que doubler la puissance de base). Le plus connu est Amédée Gordini (dit le « Sorcier du Boulevard Victor ») mais un autre atelier de préparation, moins connu, était aussi mis en concurrence par la maison Simca, qui fournissait des moteurs et des pièces à améliorer, il s'agit de celui du pilote-mécanicien Roger Deho. Son écurie disposant de moins de moyens (il se finançait en vendant des kits de gonflage en post-vente pour les Simca 8 routières) et le décès prématuré de Roger Deho d'un cancer du poumon ne lui ont pas permis d'atteindre la notoriété de son rival et néanmoins ami.

### Palmarès
- Bol d'or automobile 1938 (vainqueur Amédée Gordini)
- Rallye Monte-Carlo 1939, victoire de catégorie 1.5L, avec Amédée Gordini et José Scaron
- 24 Heures du Mans 1939 (vainqueurs de catégorie 1.1L, avec Amédée Gordini et José Scaron (10e au général), deuxièmes Guy Lapchin et Charles Plantivaux (13e), quatre pilotes de l'écurie Gordini)
- Grand Prix Handicap Olazur en mai 1939, avec Robert Cayeux à Montlhéry[4]
- Coupe de Paris 1945, catégorie 1,5L (Amédée Gordini)
- Coupe de la Commission sportive de l'A.G.A.C.I. à Montlhéry (Amédée Gordini)
- Rallye Olazur 1939 (Amédée Gordini)[5]
- Coupe des Alpes 1949 (vainqueur de catégorie 1.1L, avec Robert Manzon)
- Rallye Lyon-Charbonnières 1949 (Blondel et Monestier)
- Rallye du Maroc 1950 (Charles Preynat)
- Rallye du Var 1950 (Dekuypert)
- Coupe des Dames au Rallye Monte-Carlo 1950 (Germaine Rouault)
- Grand Prix d'Agadir 1951, victoire de catégorie (Robert Amic)
- Rallye de Pologne 1957 (vainqueur du groupe 5 Tourisme, avec Bolesław Majkowski)

(Note : après-guerre, la Simca 8 est encore deuxième de catégorie 1.1L aux 24 Heures du Mans 1949, avec N.J. Mahé et R. Crovetto (14e).)